# NGC 788
NGC 788 este o galaxie seyfert de tip 2⁠(d) situată în constelația Balena. A fost descoperită în 10 septembrie 1785 de către William Herschel. Se află la o distanță de 58 de megaparseci de Pământ.